# Politechnika (Gliwice)
Politechnika (deutsch: Technische Universität) ist ein Stadtteil von Gliwice (Gleiwitz) seit 2008. Politechnika liegt zentral in der Stadt, östlich von der Innenstadt. Durch den Stadtteil verlaufen die Klodnitz und das Beuthener Wasser sowie die Schnellstraße Drogowa Trasa Średnicowa.

## Geschichte
Der Stadtteil Politechnika besteht seit 2008.

## Bauwerke und Sehenswürdigkeiten
- Der Stadtteil umfasst den größten Teil der Gebäude der Schlesischen Technischen Universität und das Akademische Viertel.
- Die Mehrzweckhalle Arena Gliwice
- Der Plac Krakowski (Krakauer Platz) auf dem regelmäßig Großveranstaltungen und Konzerte stattfinden
- Der Chrobry-Park
- Die Albertus-Magnus-Kirche
- Der Sitz des Bistums Gleiwitz

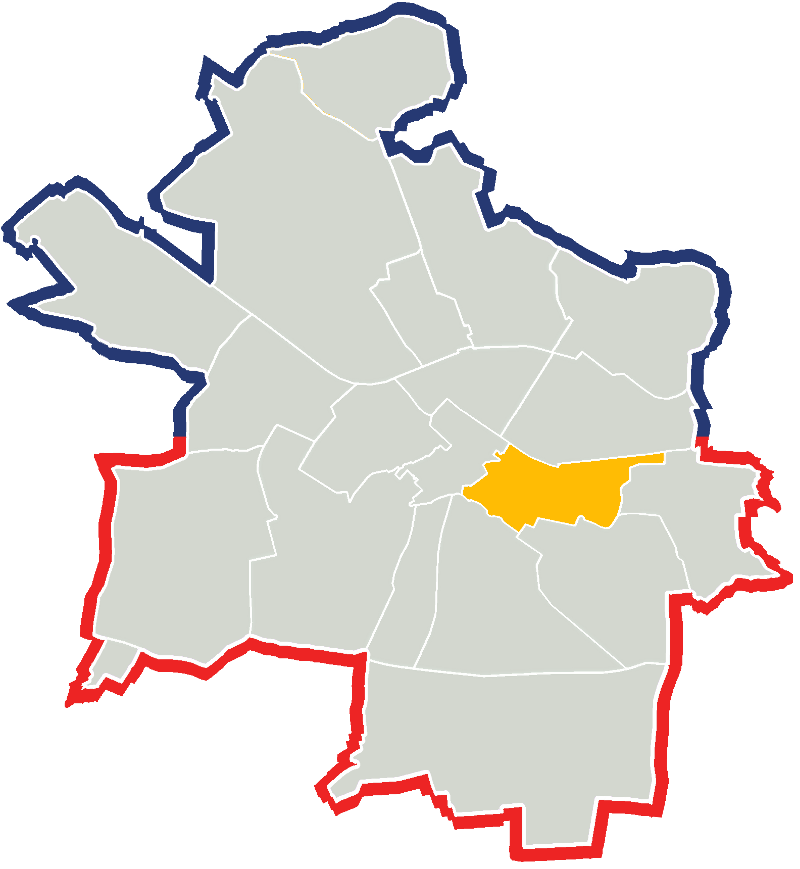
Lage des Stadtteils
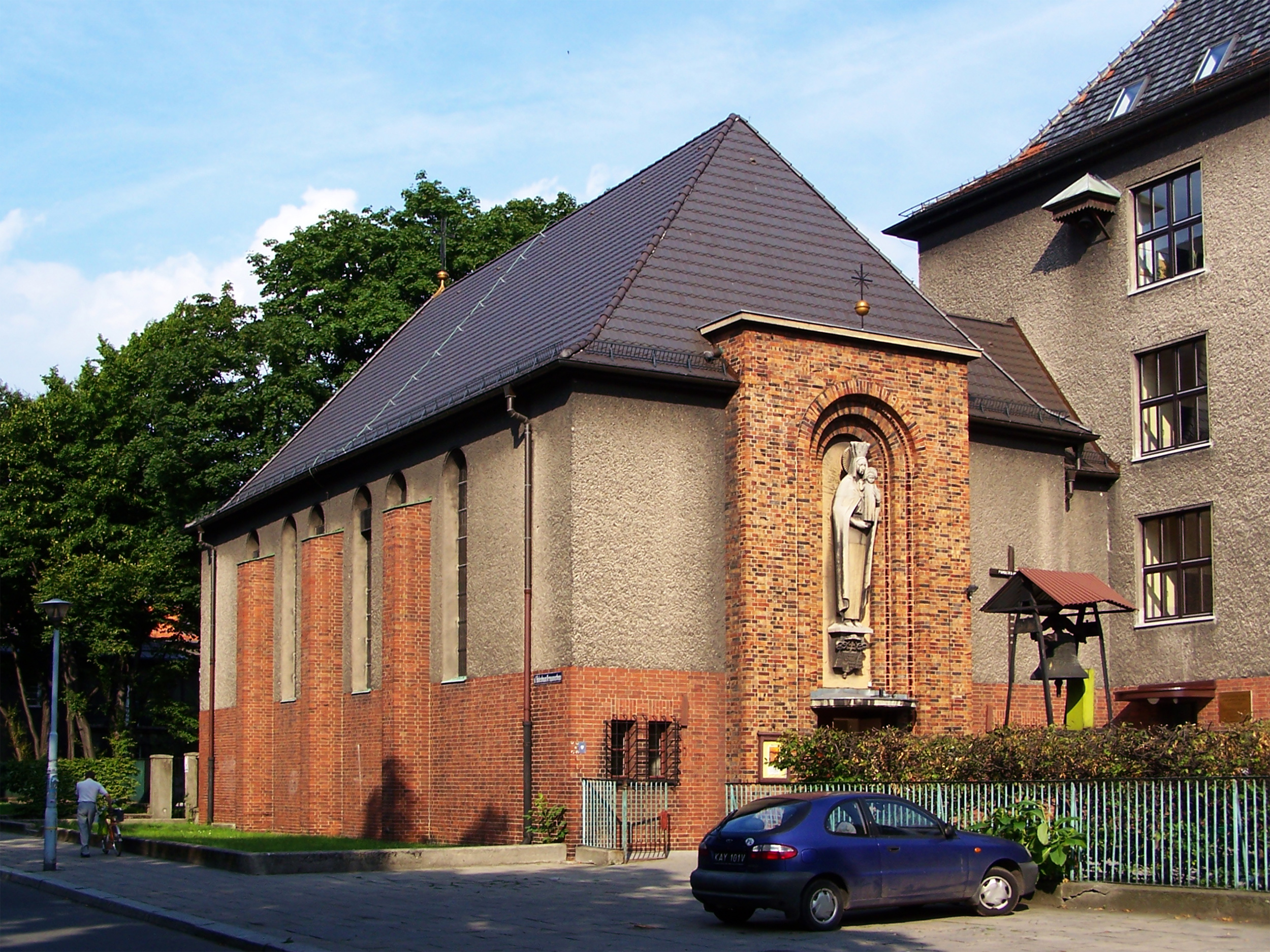
Albertus-Magnus-Kirche

## Bildung
- Grundschule Nr. 36
- Janusz-Korczak-Grundschule
- Gimnazjum Numer 14 im ZSO–10
- Społeczne Gimnazjum im. Janusza Korczaka
- I Liceum Ogólnokształcące im ZSO–10